# Ischnosiphon elegans
Ischnosiphon elegans là một loài thực vật có hoa trong họ Marantaceae. Loài này được Standl. mô tả khoa học đầu tiên năm 1927.